# Michael Barnaart van Bergen
Jhr. Michael Sebastiaan Barnaart van Bergen (Alkmaar, 18 juni 1983) is een Nederlands modeontwerper.

## Leven en werk
Na afronding van een grafische opleiding studeerde Barnaart, lid van de familie Barnaart, aan het Amsterdam Fashion Institute.
In navolging van ontwerpers Jan Taminiau, Daryl van Wouw en Jan Jansen verbond hij in 2009 zijn naam aan een schoenencollectie voor Sacha shoes. In 2010 benoemde de gemeente Den Haag Michael Barnaart van Bergen tot mode-ambassadeur en ontwierp hij 'Robe de la Résidente', het officiële Den Haag jurkje, gepresenteerd door toenmalige wethouder Marieke Bolle. In het najaar van 2011 heeft toenmalige wethouder Marjolein de Jong de winkel van Michael Barnaart van Bergen in het Hofkwartier van Den Haag geopend en werd de Dripping jurk opgenomen in de collectie van het Gemeentemuseum Den Haag.
Inmiddels heeft hij zich gefocust op zijn knitwear collectie.
In het voorjaar van 2012 kwam de ontwerper in het nieuws omdat hij met dierenbeschermingsorganisatie Bont voor Dieren en Fur Free Fashion via een open brief, ondertekend door moderedacteuren, stylisten, bekende Nederlanders en prominente figuren uit de mode-wereld, de organisatie van de Amsterdam International Fashion Week verzocht om geen bont meer toe te laten op de catwalk.
Het Centraal Museum in Utrecht kocht in 2014 de Mondriaanjurk van Barnaart van Bergen aan en werd samen met de stoel en lamp van Gerrit Rietveld tentoongesteld in Hoog Catharijne.
Het werk van Michael Barnaart van Bergen is in 2016 geselecteerd om deel te nemen aan 'Masterly - the Dutch in Milano', het eerste Nederlandse design paviljoen tijdens Salone del Mobile.
Van 13 oktober 2016 tot 5 februari 2017 was de Mondriaanjurk van Michael Barnaart van Bergen te zien op de tentoonstelling The Vulgar: Fashion Redefined in het Barbican Centre in Londen. Het ontwerp stond tentoongesteld naast Mondriaanjurken van Yves Saint Laurent.